# Gergy
Gergy és un municipi francès, situat al departament de Saona i Loira i a la regió de Borgonya - Franc Comtat. L'any 2007 tenia 2.478 habitants.

## Demografia

### Població
El 2007 la població de fet de Gergy era de 2.478 persones. Hi havia 949 famílies, de les quals 206 eren unipersonals (86 homes vivint sols i 120 dones vivint soles), 327 parelles sense fills, 369 parelles amb fills i 47 famílies monoparentals amb fills.
La població ha evolucionat segons el següent gràfic:
Habitants censats

### Habitatges
El 2007 hi havia 1.052 habitatges, 958 eren l'habitatge principal de la família, 37 eren segones residències i 56 estaven desocupats. 963 eren cases i 86 eren apartaments. Dels 958 habitatges principals, 776 estaven ocupats pels seus propietaris, 170 estaven llogats i ocupats pels llogaters i 12 estaven cedits a títol gratuït; 8 tenien una cambra, 46 en tenien dues, 102 en tenien tres, 274 en tenien quatre i 529 en tenien cinc o més. 764 habitatges disposaven pel capbaix d'una plaça de pàrquing. A 319 habitatges hi havia un automòbil i a 565 n'hi havia dos o més.

### Piràmide de població
La piràmide de població per edats i sexe el 2009 era:
| Homes | Edats   | Dones |
| ----- | ------- | ----- |
| 0     | 95 o +  | 0     |
| 4     | 90 a 94 | 8     |
| 12    | 85 a 89 | 12    |
| 16    | 80 a 84 | 20    |
| 36    | 75 a 79 | 44    |
| 20    | 70 a 74 | 52    |
| 36    | 65 a 69 | 44    |
| 48    | 60 a 64 | 60    |
| 68    | 55 a 59 | 40    |
| 80    | 50 a 54 | 84    |
| 60    | 45 a 49 | 68    |
| 100   | 40 a 44 | 80    |
| 108   | 35 a 39 | 88    |
| 80    | 30 a 34 | 92    |
| 80    | 25 a 29 | 80    |
| 40    | 20 a 24 | 36    |
| 72    | 15 a 19 | 72    |
| 72    | 10 a 14 | 84    |
| 92    | 5 a 9   | 92    |
| 56    | 0 a 4   | 60    |

## Economia
El 2007 la població en edat de treballar era de 1.623 persones, 1.216 eren actives i 407 eren inactives. De les 1.216 persones actives 1.119 estaven ocupades (587 homes i 532 dones) i 98 estaven aturades (50 homes i 48 dones). De les 407 persones inactives 159 estaven jubilades, 137 estaven estudiant i 111 estaven classificades com a «altres inactius».

### Ingressos
El 2009 a Gergy hi havia 983 unitats fiscals que integraven 2.613 persones, la mediana anual d'ingressos fiscals per persona era de 17.581 €.

### Activitats econòmiques
Dels 99 establiments que hi havia el 2007, 1 era d'una empresa alimentària, 1 d'una empresa de fabricació de material elèctric, 10 d'empreses de fabricació d'altres productes industrials, 20 d'empreses de construcció, 15 d'empreses de comerç i reparació d'automòbils, 3 d'empreses de transport, 5 d'empreses d'hostatgeria i restauració, 3 d'empreses d'informació i comunicació, 4 d'empreses financeres, 4 d'empreses immobiliàries, 11 d'empreses de serveis, 14 d'entitats de l'administració pública i 8 d'empreses classificades com a «altres activitats de serveis».
Dels 30 establiments de servei als particulars que hi havia el 2009, 1 era una oficina de correu, 2 oficines bancàries, 3 tallers de reparació d'automòbils i de material agrícola, 6 paletes, 3 guixaires pintors, 3 fusteries, 2 lampisteries, 3 electricistes, 5 perruqueries i 2 restaurants.
Dels 6 establiments comercials que hi havia el 2009, 1 era una gran superfície de material de bricolatge, 1 una botiga de menys de 120 m², 1 una fleca, 1 una peixateria, 1 una sabateria i 1 una joieria.
L'any 2000 a Gergy hi havia 31 explotacions agrícoles que ocupaven un total de 1.888 hectàrees.

## Equipaments sanitaris i escolars
L'únic equipament sanitari que hi havia el 2009 era una farmàcia.
El 2009 hi havia 1 escola maternal i 1 escola elemental.

## Poblacions més properes
El següent diagrama mostra les poblacions més properes.